# Daphne Walker
Daphne Walker (...) è una pattinatrice artistica su ghiaccio britannica. Ha vinto un argento (1947) e un bronzo (1939) al Campionato mondiale e due bronzi (1939 e 1947) al Campionato europeo.

## Palmarès
| Evento                | 1938 | 1939 | 1947 |
| --------------------- | ---- | ---- | ---- |
| Campionati mondiali   | 7°   | 3°   | 2°   |
| Campionati europei    | 10°  | 3°   | 3°   |
| Campionati britannici |      |      | 1°   |